# Thin Lizzy
Thin Lizzy (транскр.  Тин Лизи) је ирска рок група основана 1969. у Даблину. Лидер групе био је басиста, текстописац и певач Фил Лајнот. Група је најпознатија по песми из 1976. "The Boys Are Back in Town" - великом светском хиту који се и дан данас емитује на хард рок и класик рок радиостаницама.
Критичар Џон Дуган писао је да је „Лајнот, као покретачка снага групе, био много дубљи и интелигентнији писац од многих његових колега обрађујући у својим песмама животне проблеме (љубав, мржњу) припадника радничке класе и то под утицајем Боба Дилана, Бруса Спрингстина и практично целе ирске литерарне традиције“. С друге стране, неки сугеришу да је на Лајнота много више утицао Ван Морисон него, на пример, Брус Спрингстин. Америчка група Литл фит те музичар Боб Сигер такође су на овај или на онај начин утицали на музику групе Thin Lizzy..
У музици групе уочљиви су утицаји кантрија и традиционалне народне музике, али се та музика ипак класификује као протометал или хард рок.
Иако су неки извођачи нешто раније применили сличну технику, група Thin Lizzy се у рок историји води као једна од првих хард рок група која је „упарила“ две соло гитаре ("судар две гитаре") - група Вишбон еш је била прва у Великој Британији, док су на исту идеју, али потпуно независно, дошли групе Lynyrd Skynyrd и Олман брадерс бенд у САД. Овај стилски новитет касније су развили и популаризовали бендови из "новог таласа британског хеви метала", првенствено Џудас прист и Ајрон мејден. Најпознатији примери су песме "The Boys Are Back in Town" и "Cowboy Song" са албума Jailbreak. Гитариста Брајан Робертсон је неконвенционалном употребом ва-педале за време соло деоница (ва-педала је служила као продужетак гитаре, а не као пуки ритмички инструмент) створио карактеристичан и памтљив звучни ефекат.
Лајнот је једини члан оригиналне поставе групе који није рођен у Ирској, а памти се и као један од малобројних црнаца који је успео у жанру хард рока. Будући да су били расно мешовитог састава, имали су обожаваоце са обе стране ирске границе и у обе верске заједнице, католичкој и протестантској.

## Чланови групе
Тренутни чланови
- Скот Горам — гитара, пратећи вокали (1974—1983, 1996—)
- Дарен Вартон — клавијатуре, главни и пратећи вокали (1981—1983, 1996—2000, 2010—)
- Рики Ворвик — главни вокали, гитара (2010—)
- Дејмон Џонсон — гитара, пратећи вокали (2011—)
- Трој Сандерс — бас-гитара (2019—)
- Скот Травис — бубњеви, перкусије (2016—)

## Дискографија
- Thin Lizzy (1971)
- Shades of a Blue Orphanage (1972)
- Vagabonds of the Western World (1973)
- Nightlife (1974)
- Fighting (1975)
- Jailbreak (1976)
- Johnny the Fox (1976)
- Bad Reputation (1977)
- Black Rose: A Rock Legend (1979)
- Chinatown (1980)
- Renegade (1981)
- Thunder and Lightning (1983)